# Місячний гонщик (фільм)
«Місячний гонщик» (англ. Moonraker) — 11-й фільм про англійського суперагента Джеймса Бонда. Екранізація однойменного роману Яна Флемінга.

## Сюжет
Невідомі викрадають космічний шатл «Moonraker» просто під час його транспортування на літаку «Боїнг» англійських ВВС. Літак падає, а шатл зникає в невідомому напрямі. Відділ англійської спецслужби МІ-6 відправляє агента 007 Джеймса Бонда розслідувати зникнення шатла до компанії-виробника у США, яку очолює Х'юго Дракс. Там Бонда намагаються вбити, але агент 007 рятується і вирушає для подальшого розслідування до Венеції. Він дізнається, що за маскою доброчесного американського мільярдера ховається психопат, який виношує божевільний за своєю жорстокістю план: влаштувати на Землі апокаліпсис, знищивши все населення планети отруйним газом, і, коли на планеті не залишиться жодної живої душі, заселити її суперлюдьми, вирощеними на своїй космічній станції. У гонитві за божевільним мільярдером Бонд вирушає до Бразилії. Там його намагається вбити найнятий Драксом «Щелепи». Бонд вирушає у космос на одному з «Місячних гонщиків» разом із чарівною Голлі Гудхед, ученим, дослідником космосу. На космічній станції Дракса Бонд і Гудхед намагаються зупинити бомбардування Землі хімічною зброєю. У цьому їм допомагає «Щелепи», який перейшов на їхню сторону, і американський загін спеціального призначення, що вилетів у космос. У результаті Бонд вбиває Дракса і знищує усі бомби.

## У ролях
- Роджер Мур — Джеймс Бонд
- Майкл Лонсдейл — Г'юго Дракс
- Лоїс Чайлз — Доктор Голлі Гудхед
- Річард Кіл — Щелепи
- Бернард Лі — M
- Десмонд Ллевелін — Q
- Лоїс Максвелл — Міс Маніпенні
- Корінн Клері — Корін Дюфор
- Джеффрі Кін — Фредерік Грей (міністр оборони)
- Вальтер Готелл — Генерал Гоголь
- Емілі Болтон — Мануела
- Бланш Равалек — Доллі (подружка Щелепи)
- Тошіро Суга — Чанг
- Лейла Шенна — Стюардеса приватного літака